# آدری هالندر
آدری هالندر (به انگلیسی: Audrey Hollander) متولد ۴ نوامبر ۱۹۷۹ در شهر لوییویل ایالت کنتاکی کشور آمریکا هنرپیشه فیلمهای پورنوگرافی است.

## زندگی‌نامه
او در یک خانواده بسیار سخت گیر بزرگ شد. اولین تجربه سکسی او با یک دختر در یک اردو تفریحی بود. او دارای مدرک لیسانس از دانشگاه لویولا شیکاگو در رشته آموزش ابتدائی است. در اول ژانویه سال ۲۰۰۰ میلادی زمانی که او با تعدادی از دوستانش به تعطیلات رفته بود با همسر آینده‌اش اوتو بائر(Otto Bauer)آشنا شد. اوتو در مورد شهر نیویورک با وی صحبت کرد واو راتشویق به زندگی درنیویورک کرد. او به آدری پیشنهاد کرد تا در طول جاده ساحلی به سمت جنوب رانندگی کنند. و آدری این پیشنهاد را پذیرفت و به جنوب رفتند. آن‌ها ۱ هفته در فلوریدا ماندند و سپس به نیویورک رفتند.

## حرفه
اندکی پس از اقامت آنان در نیویورک روزی که آن‌ها به یک کافه درگرین ویچ ویلیج رفته بودند؛ از دوستانش پیشنهادی مبنی بر ساخت صحنه‌های پورنو دریافت کرد. این در حالی بود که خود او هم نسبت به این پیشنهاد بسیار علاقه‌مند بود. آن‌ها با نصب دوربین در اتاق خوابشان بین ۳۰۰ تا۴۰۰ صحنه از سکس دو نفریشان فیلمبرداری کردند. با این فیلمها آدری رسماً وارد صنعت ساخت فیلمهای پورنو شد. اولین صحنه‌ای که او در یک فیلم رسمی بازی کرد در فیلم (تازه کاران خیلی کثیف قسمت ۲۶۸). ساخته ادپاورز بود.
تا دسامبر سال ۲۰۰۹ او دربیش از۲۹۴ فیلم به بازیگری و دستیاری کارگردان کار کرده است. که معروفترین آن‌ها سری فیلمهایی بود با نام (اوتو و آدری دنیا را نابود می‌کنند) هست. آدری و اتو شرکت فیلمسازی خودشان را با نام (سوپرکور) در سال ۲۰۰۶ راه اندازی کردند. و محصولاتشان را توسط شرکت (مارچ ۲) توزیع می‌کنند. او در مصاحبه‌ای درمارچ ۲۰۰۷ اظهار داشت که هرگز سکس مقعدی (Anal Sex) انجام نداده و تنها در تعداد معدودی صحنه به این کار اقدام کرده آنهم به‌طور همزمان با دو مرد.

## جوایز

### جشنواره AVN
- ۲۰۰۵. برنده بهترین صحنه سکس تمام زنانه برای فیلم (تجاوز آدری هلندر) (Violation of Audrey Hollander) (به همراه جیاپالوما، اشلی بلو، تایلا وین، کلی کلاین و برودی)
- ۲۰۰۶. بهترین بازیگر زن سال.
- ۲۰۰۶. بهترین صحنه سکس گروهی برای فیلم (جیغ کش) (Squealer). (به همراه اسموکی فِلیِم، جسی، کیمبرلی کین، اتو بائر، اسکات لایونز، کریس اسلاترواسکات نیلز)
- ۲۰۰۶. بهترین صحنه سکس مقعدی، به همراه اتو بائر. برای فیلم (فتوی) (Sentenced)
- ۲۰۰۸. بهترین صحنه سکس خشن (Outrageous). (به همراه سیندی کرافورد و ریک مسترز).

### جشنواره XRCO
- ۲۰۰۵. بهترین صحنه سکس زن با زن برای فیلم (تجاوز آدری هلندر).

### دیگر
- ۲۰۰۶ جشنواره یورو آلاین. بهترین هنرپیشه زن بین‌المللی پورنو.